# Florian Furtwängler
Florian Furtwängler (* 10 de marzo de 1935 en Bad Wiessee; † 1992 en Múnich) fue un director de cine alemán.

## Obra
- 1974 Zum Abschied Chrysanthemen ("Goodbye with Mums")
- 1986/87 Tommaso Blu
- 1966 Portrait eines Wissenschaftlers Feodor Lynen
- 1968 Portrait Wilhelm Furtwängler
- 1988/89 Der lange Sommer